# Schneeberg (Neder-Oostenrijk)
De Schneeberg is een berg in Oostenrijk. Het is, met 2076 meter, de hoogste berg in Neder-Oostenrijk en de meest oostelijke top van de Alpen. De berg maakt deel uit van de Noordelijke Kalkalpen op het grensgebied van Nederoostenrijk en Steiermark. Met de Rax wordt deze berg gerekend tot de twee huisbergen van Wenen. Sinds 1873 speelt het karstplateau van deze berg een belangrijke rol in de drinkwatervoorziening van de stad Wenen.
Met een tandradbaan, eigendom van de Schneebergbahn, kan men sinds 1898 tot een hoogte van 1800 meter worden gekomen. Men kan ook vanuit Puchberg am Schneeberg naar de top wandelen.
De Oostenrijkse keizer Frans Jozef I liet onder aan de berg een kerk bouwen ter nagedachtenis aan zijn vrouw keizerin Elisabeth: de Elisabethkirche.

## Galerij

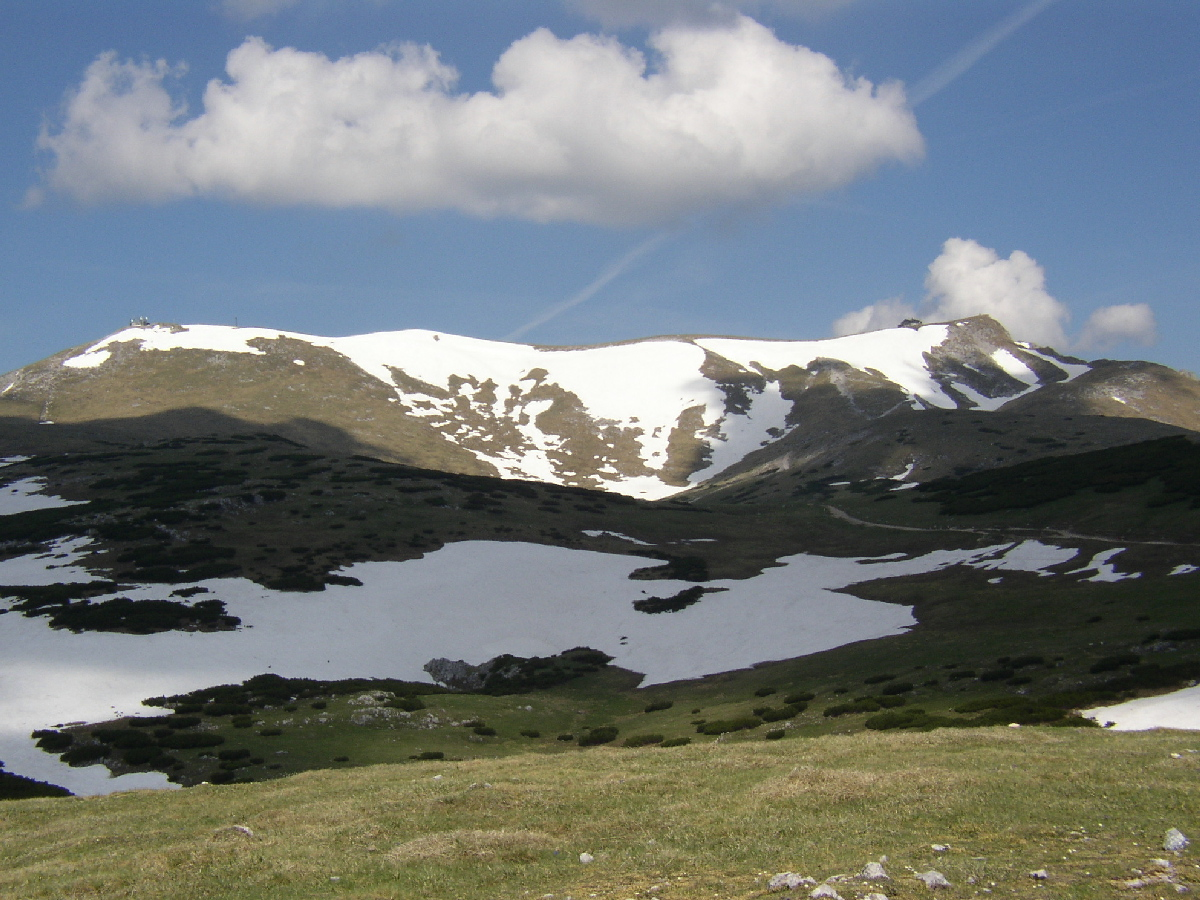
De Schneeberg met links de top Klosterwappen en rechts de berghütte Fischerhaus
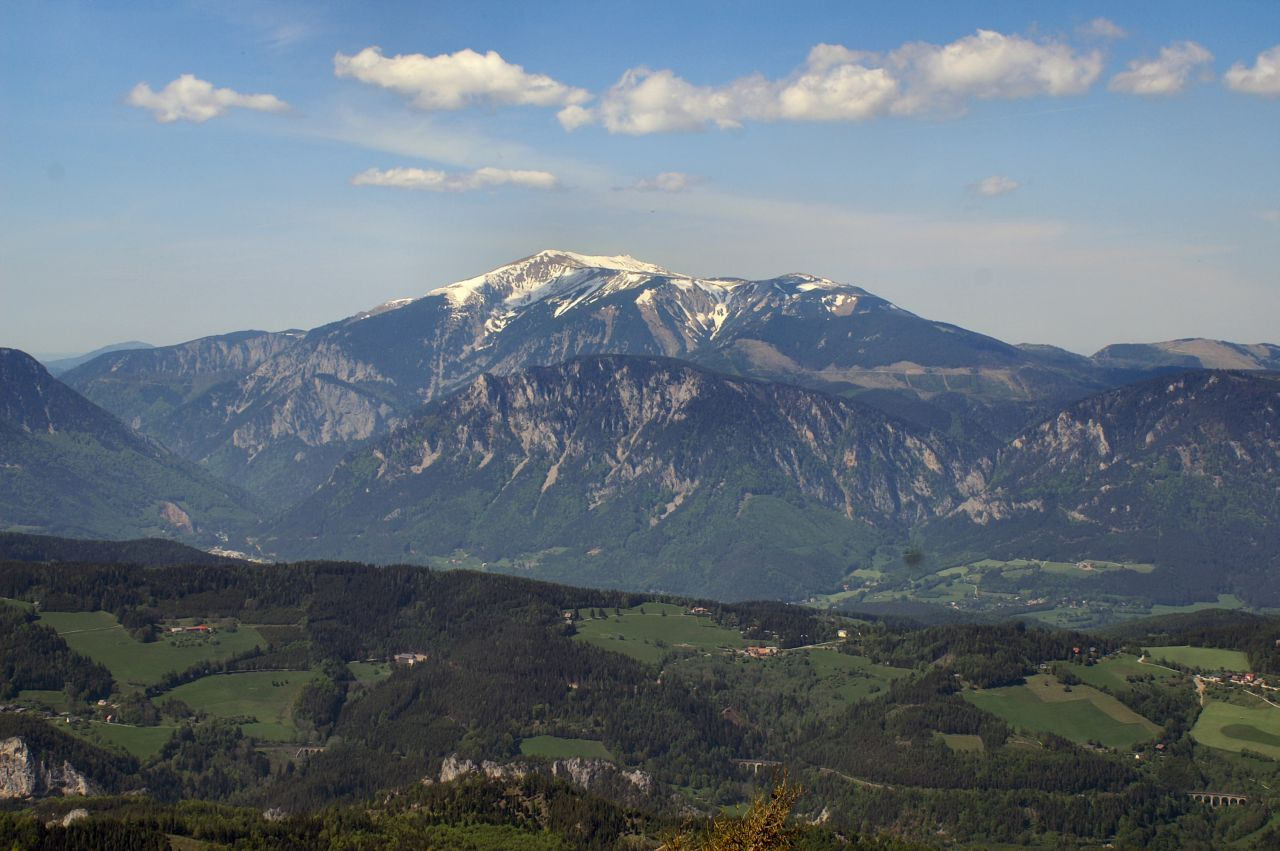
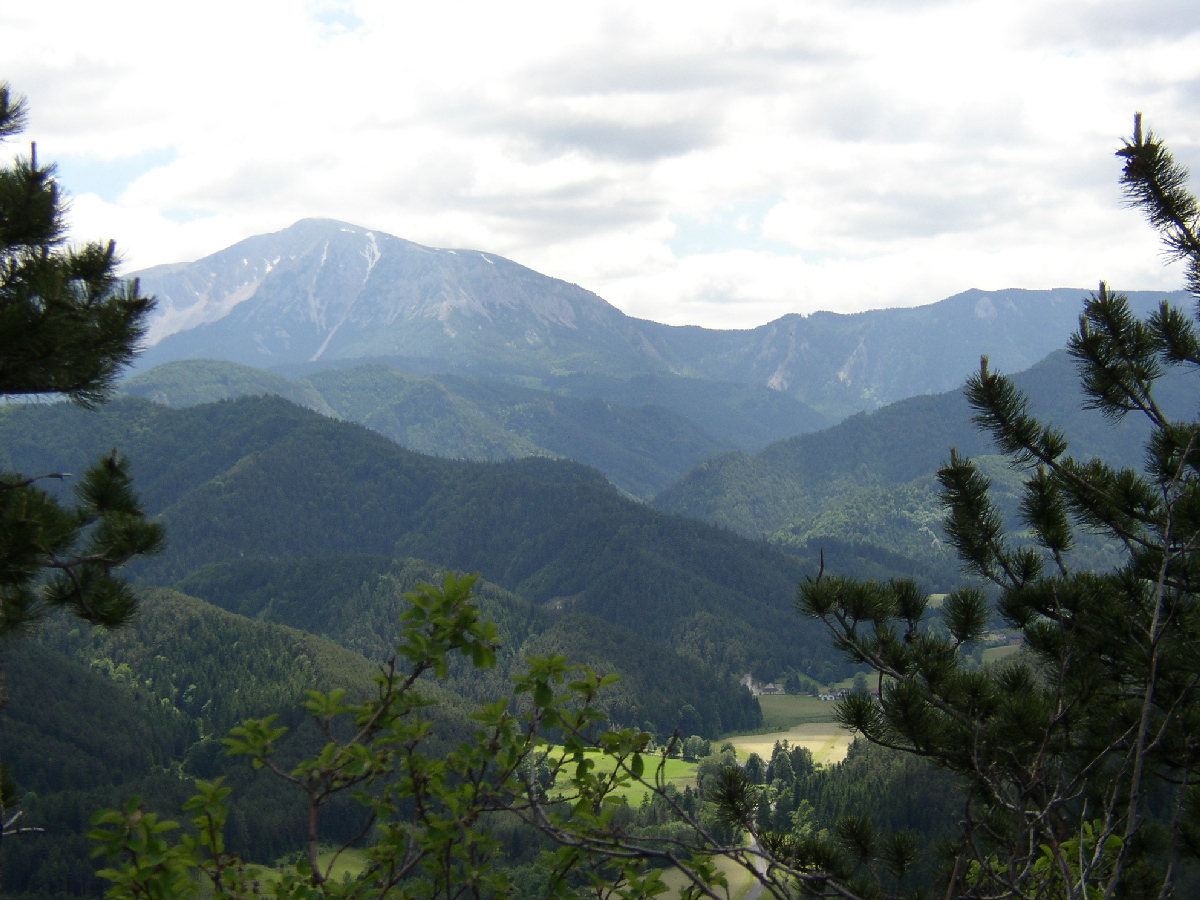
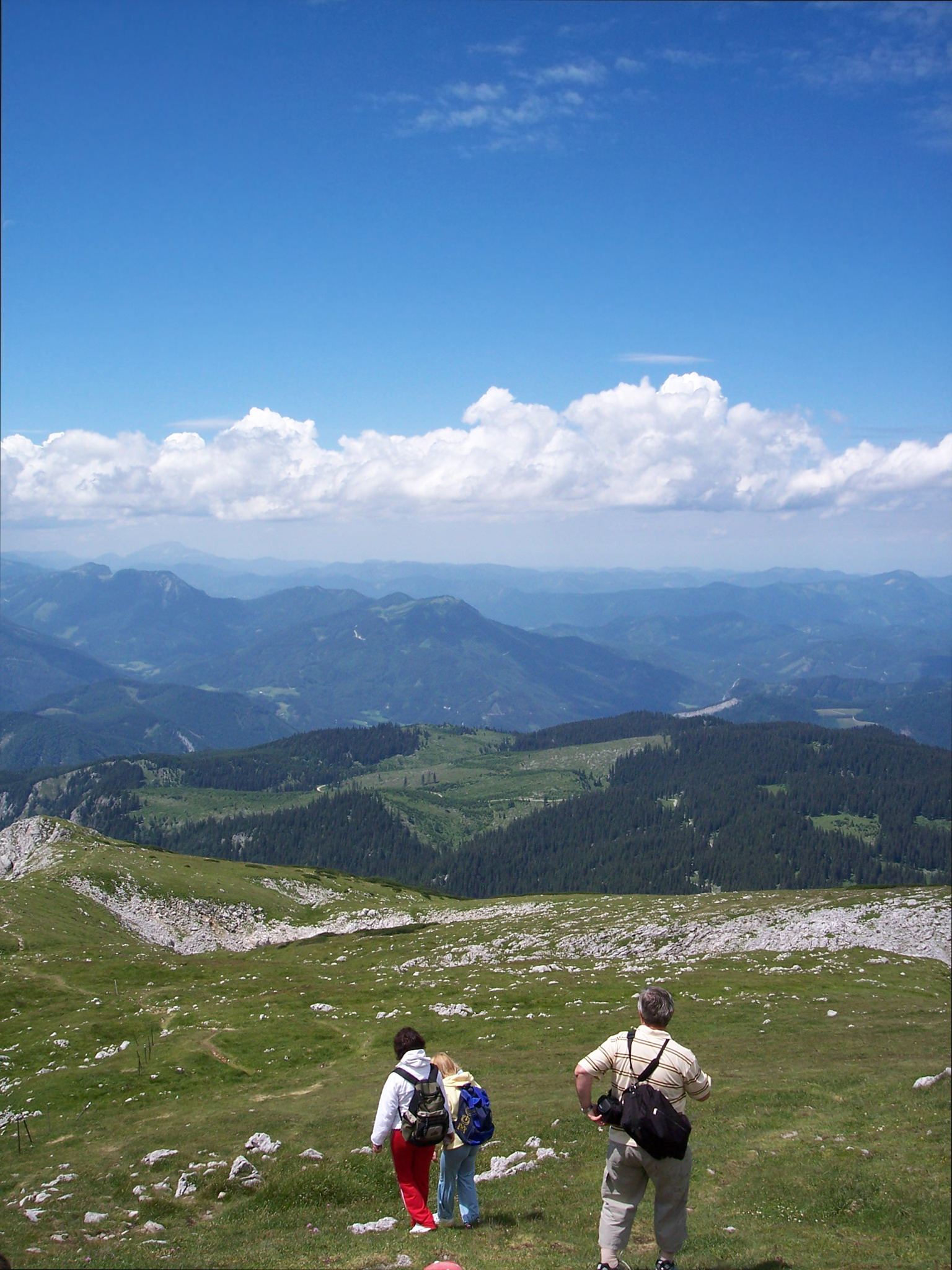
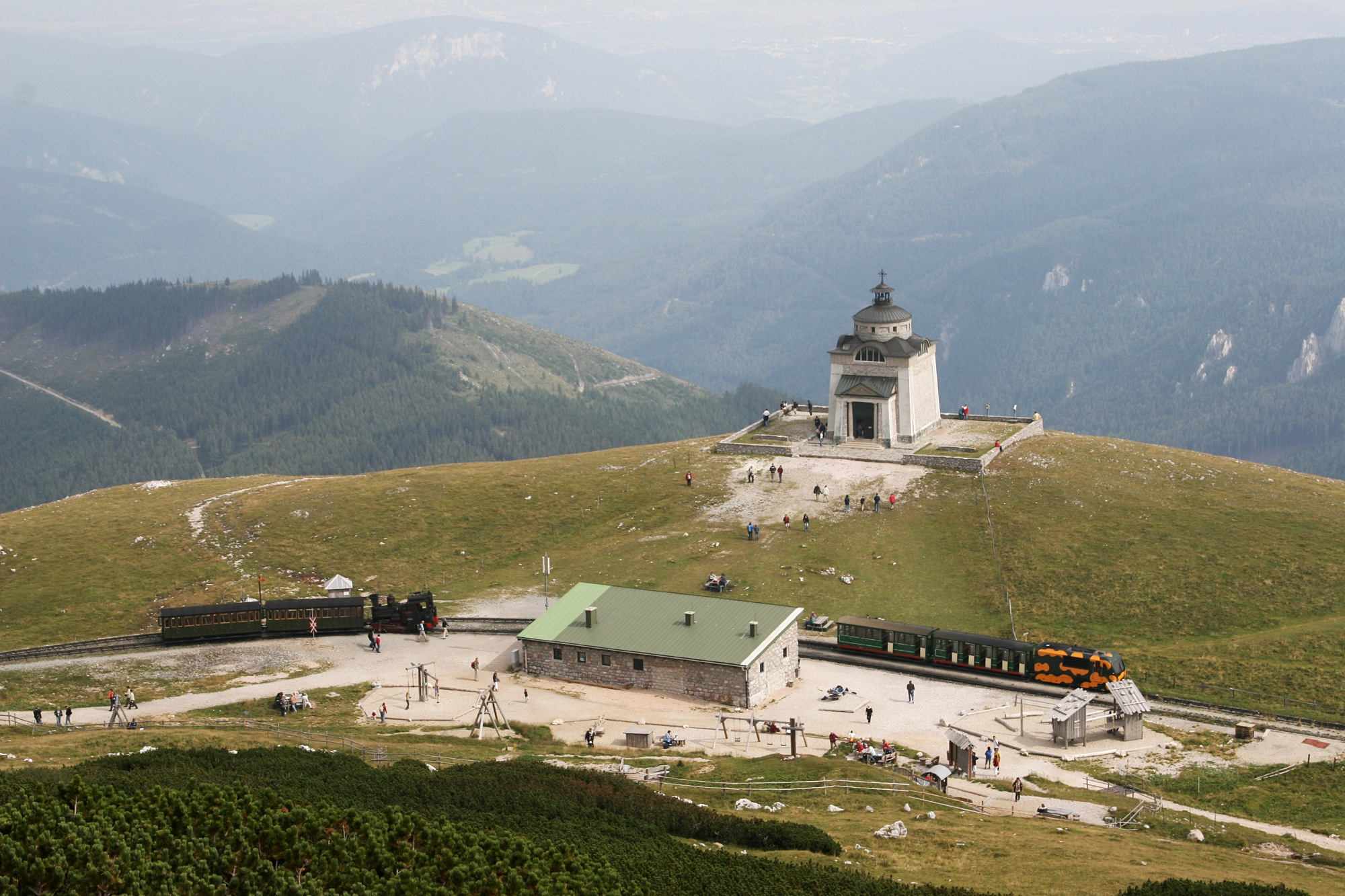
Elisabethkerk Schneebergbahn station
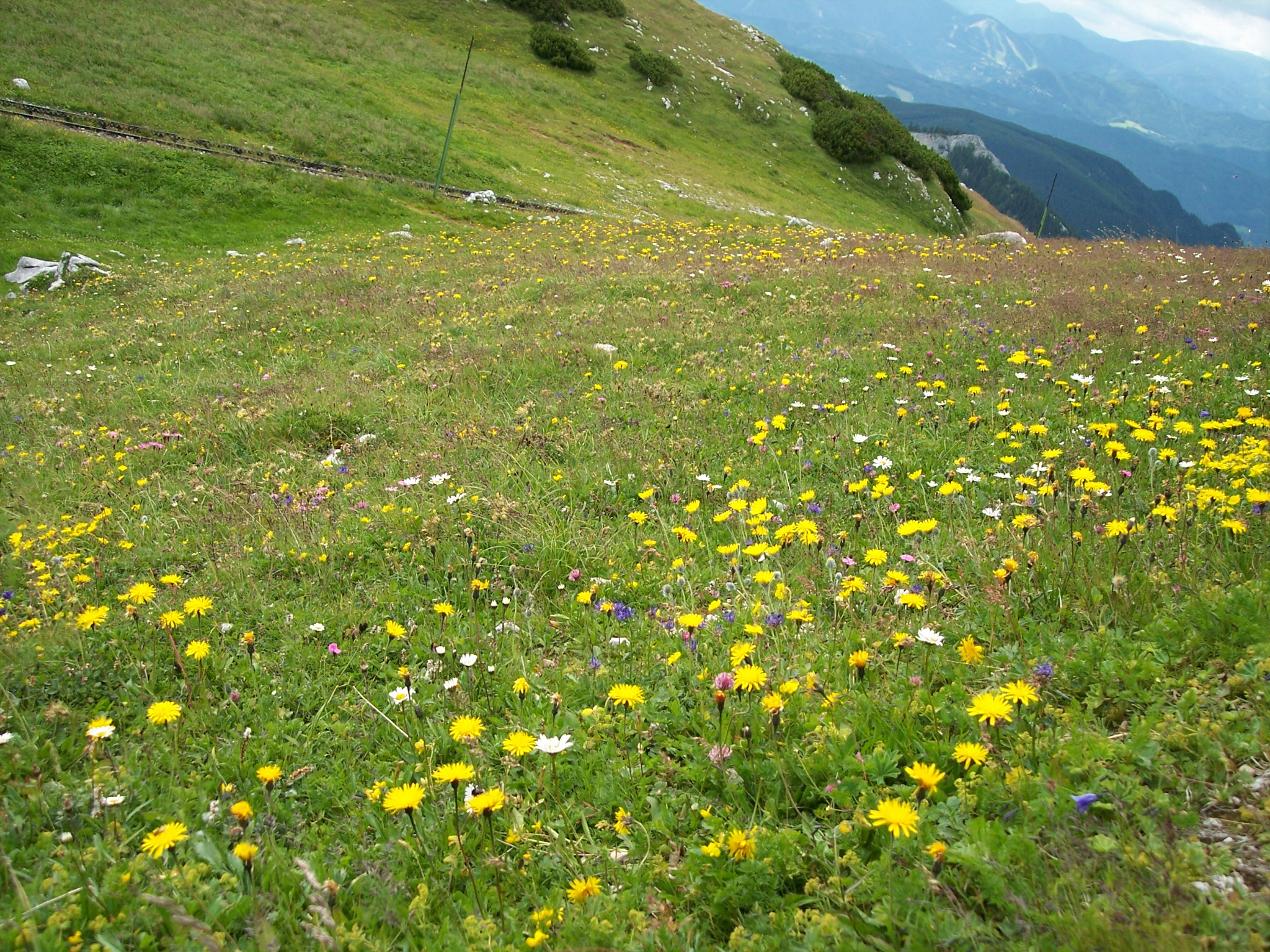
Bloemen op de Schneeberg
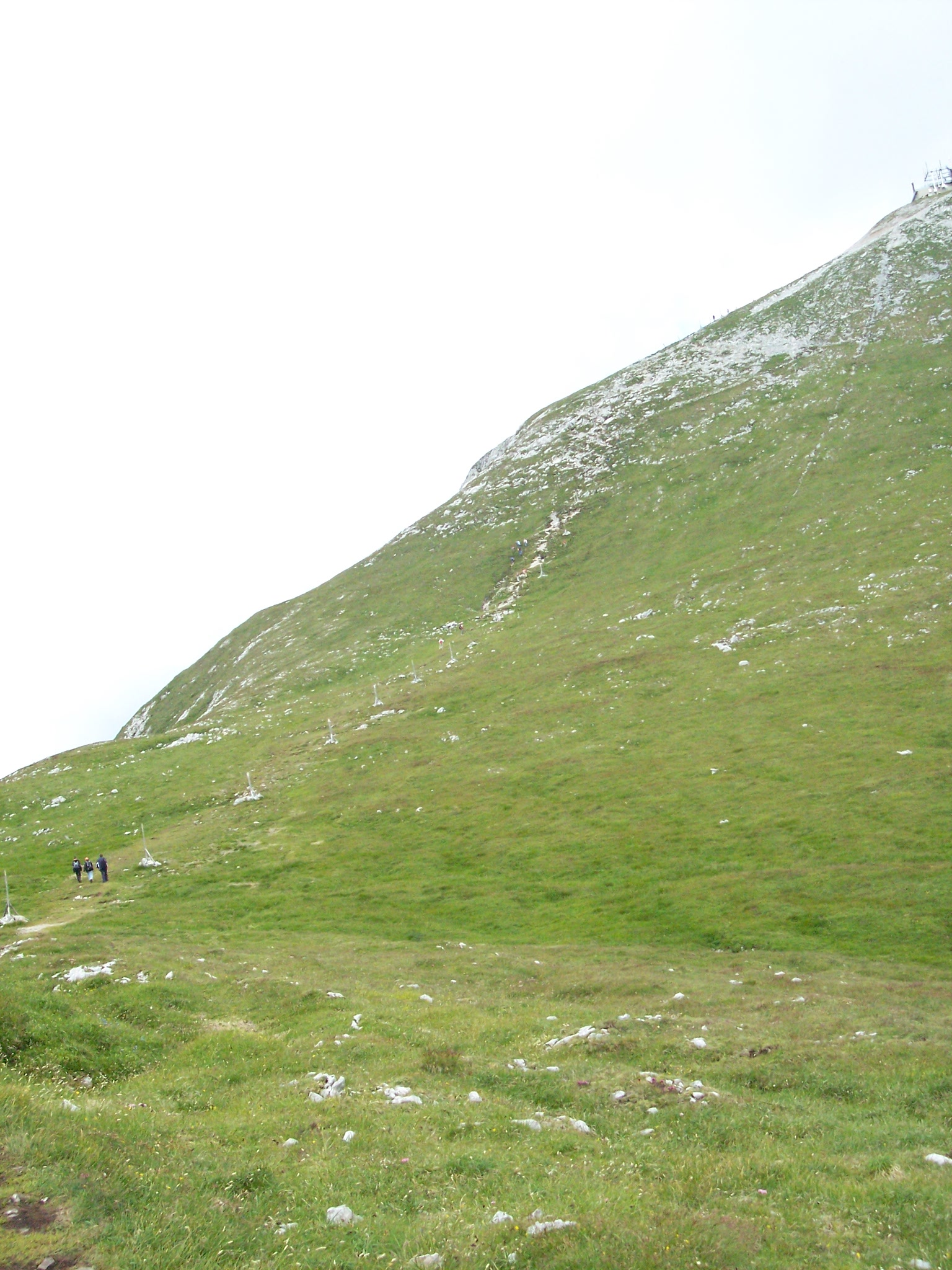
Pad naar de top
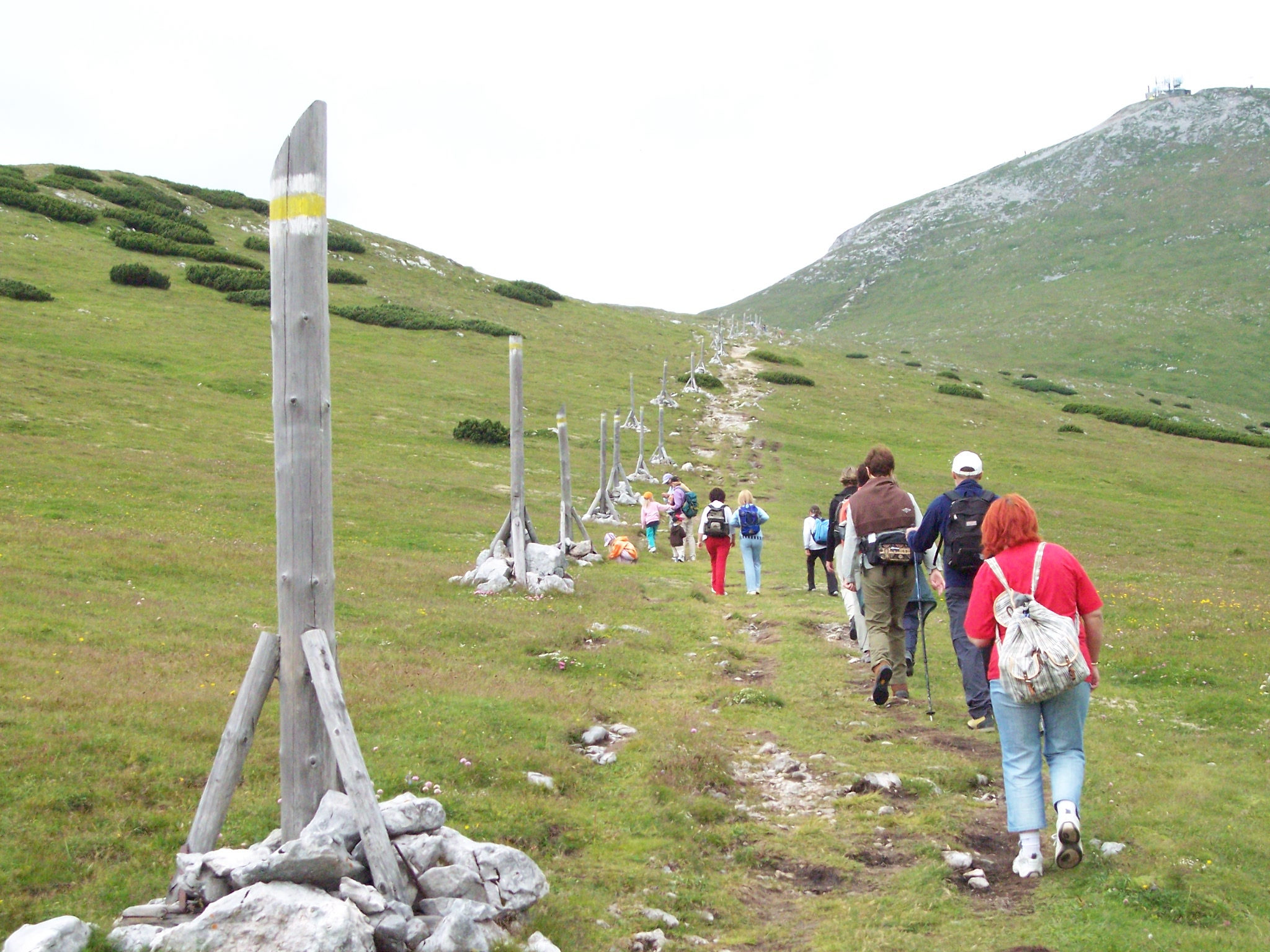
Pad naar de top
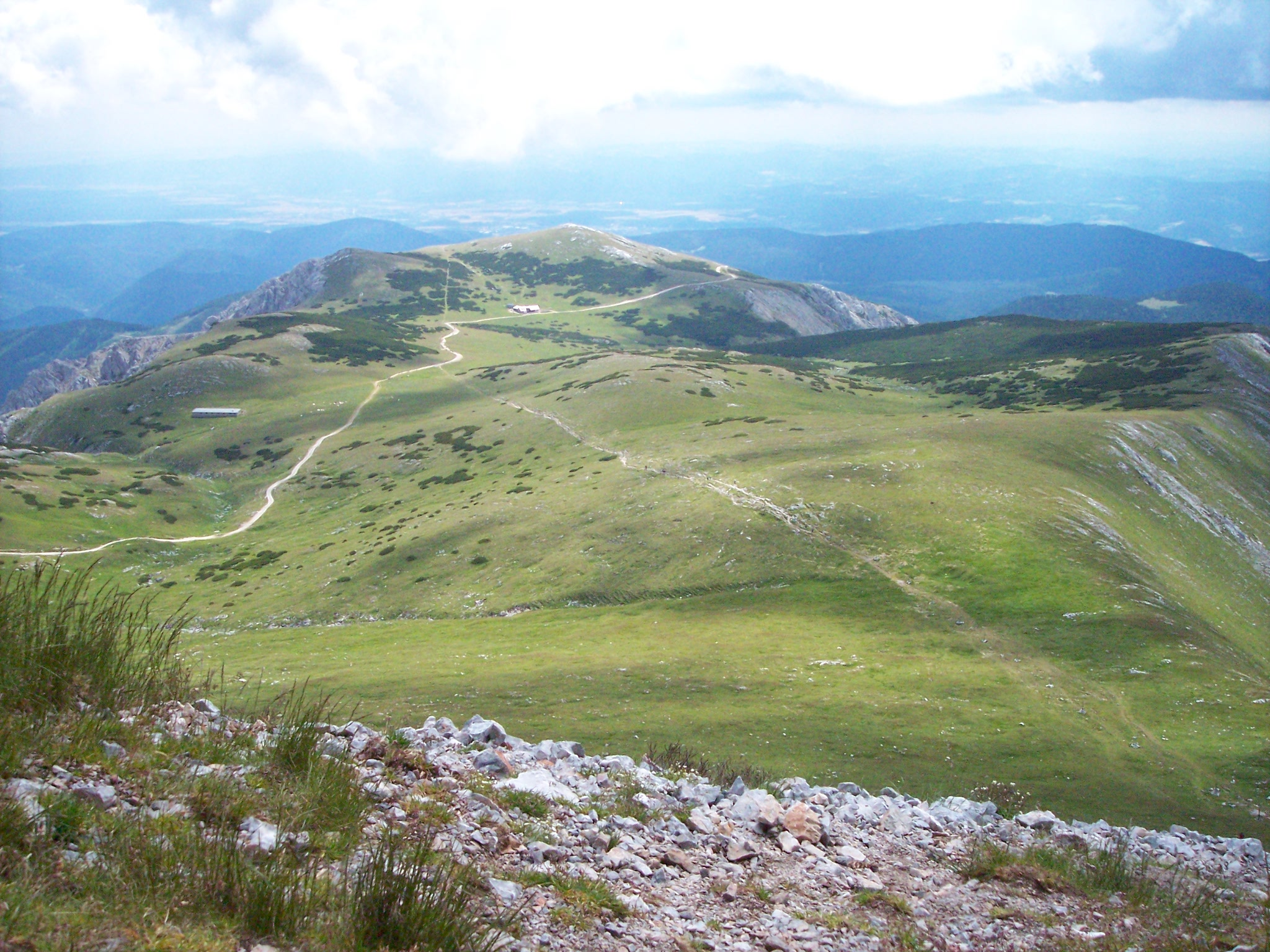
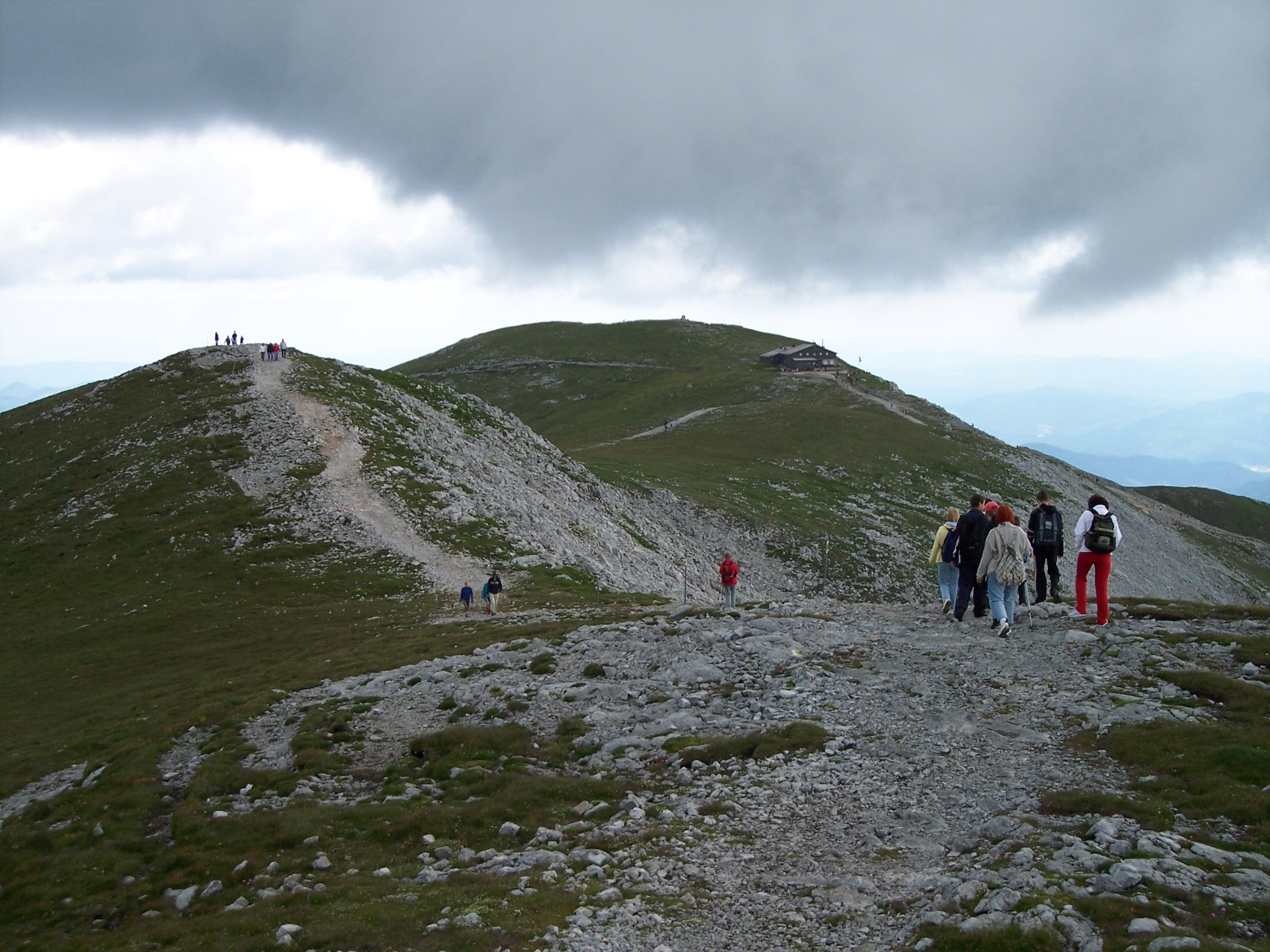
Op de top van de Schneeberg
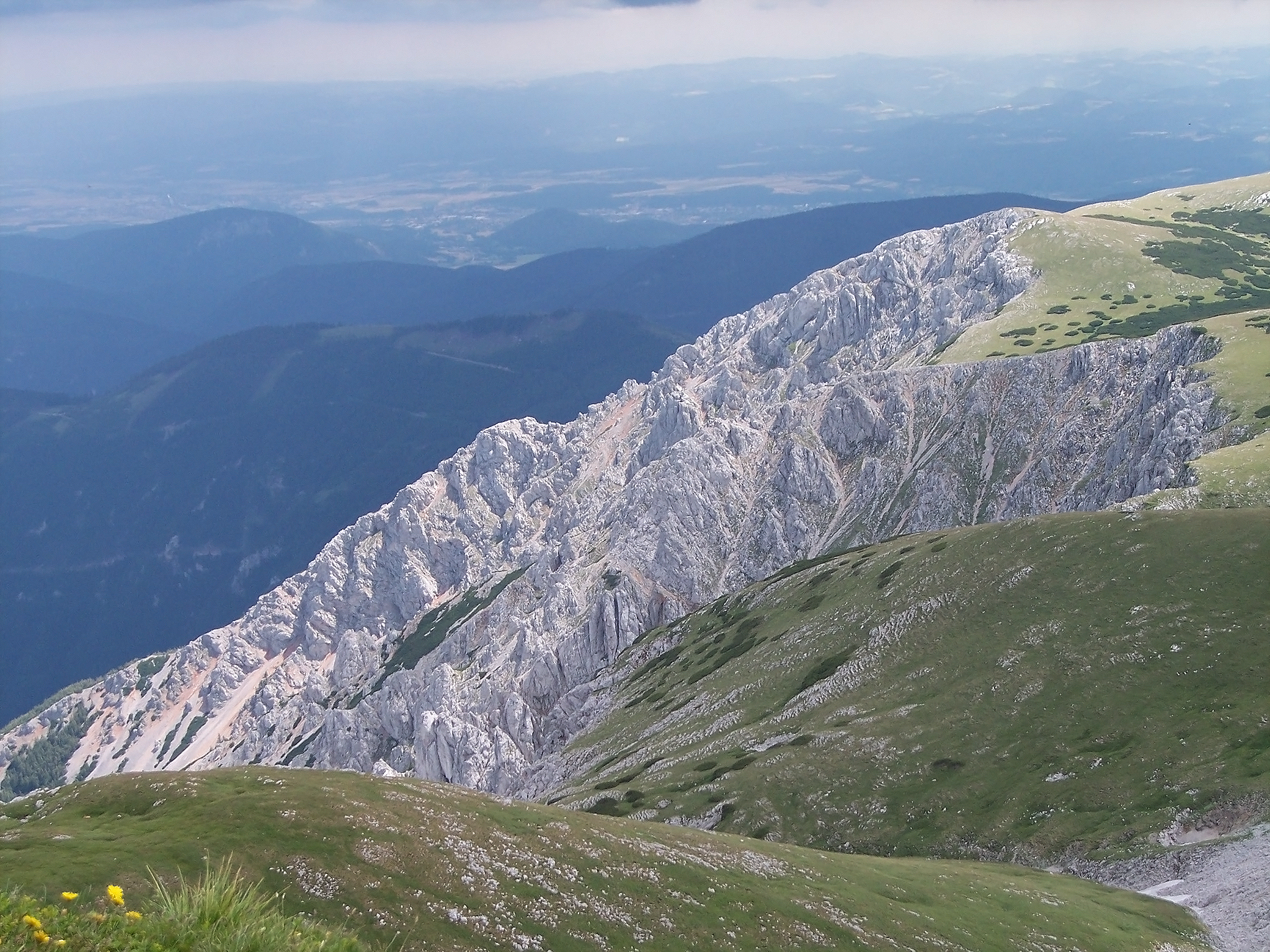
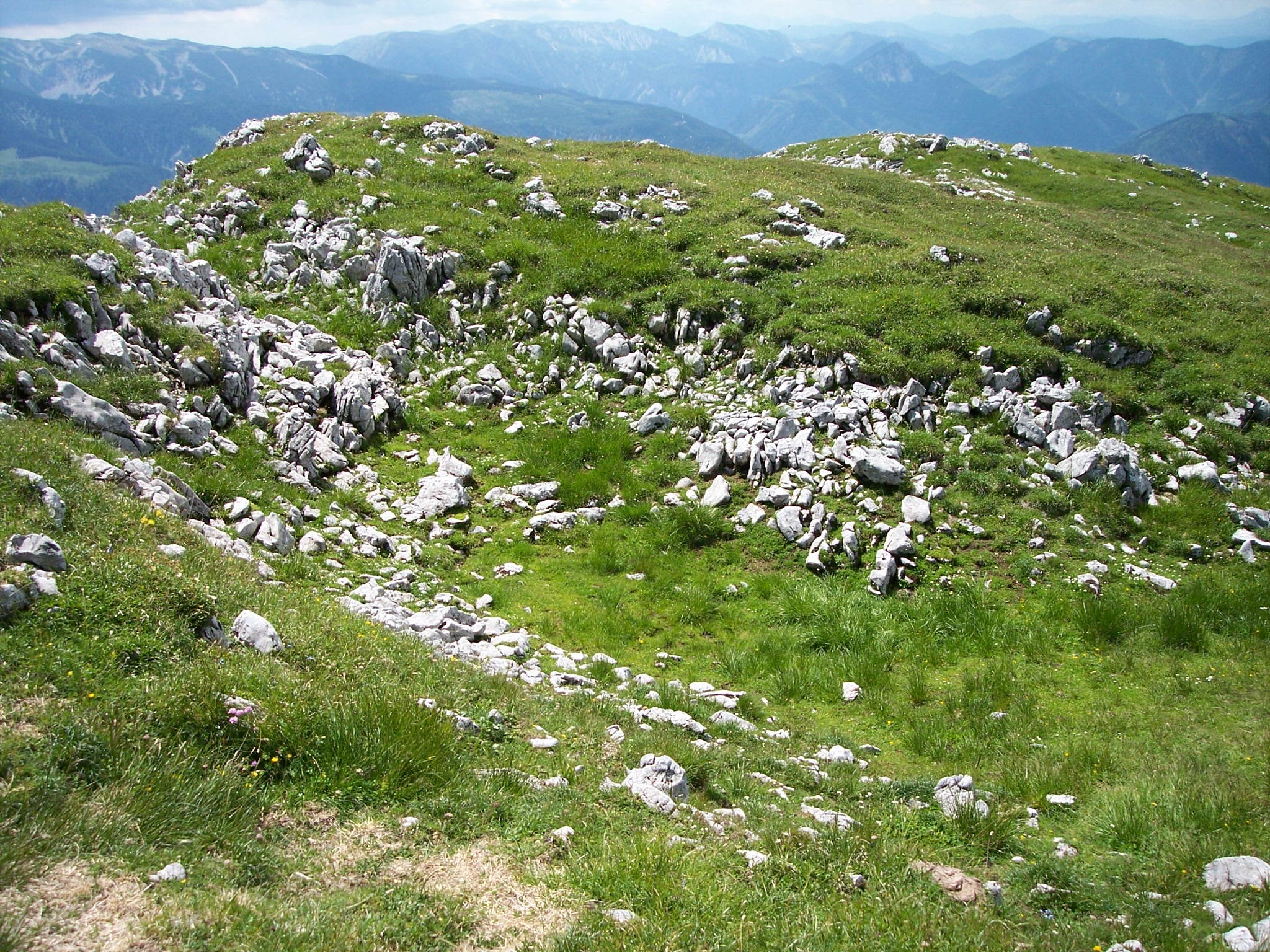
Rotsen op de Schneeberg
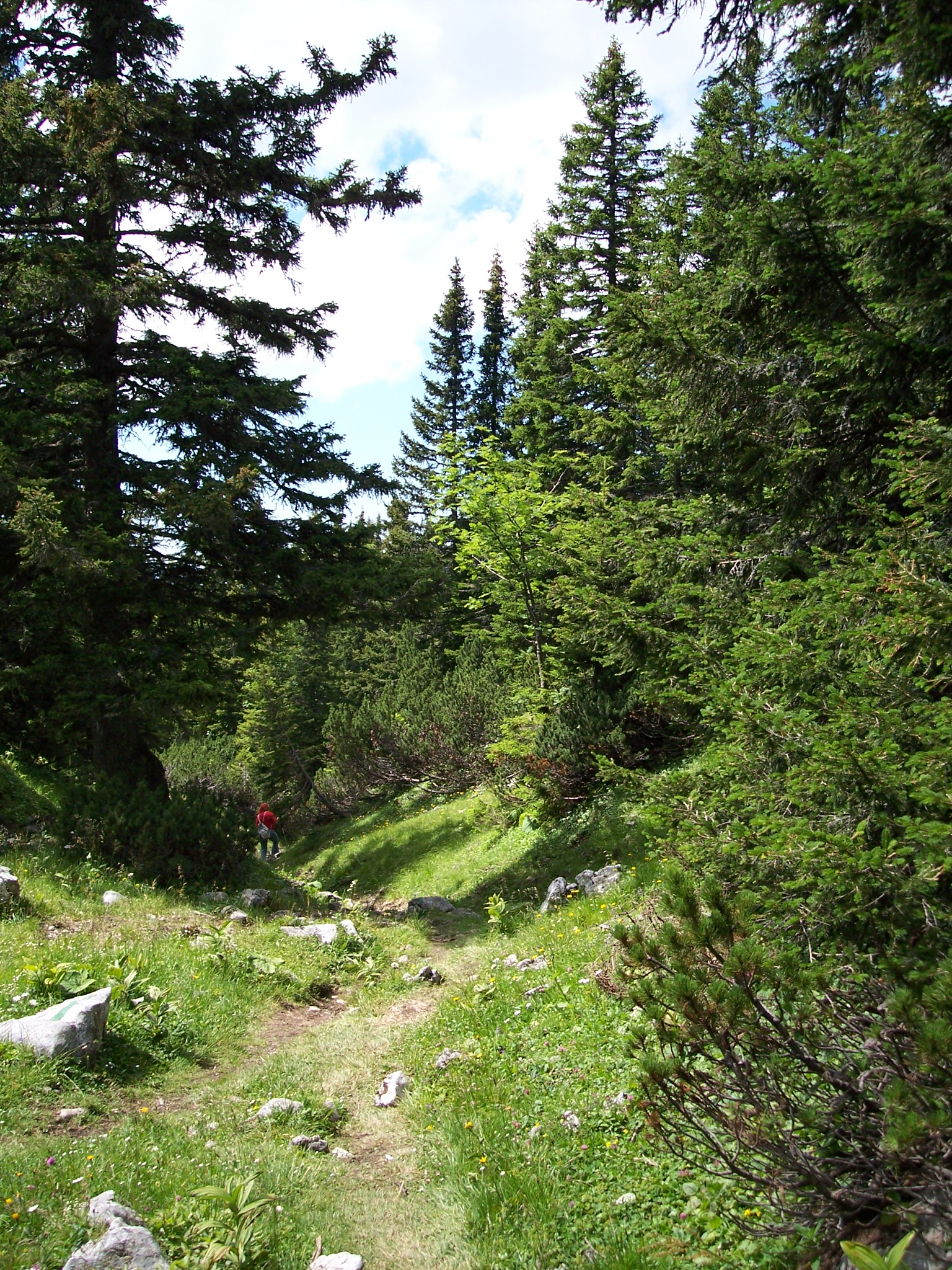
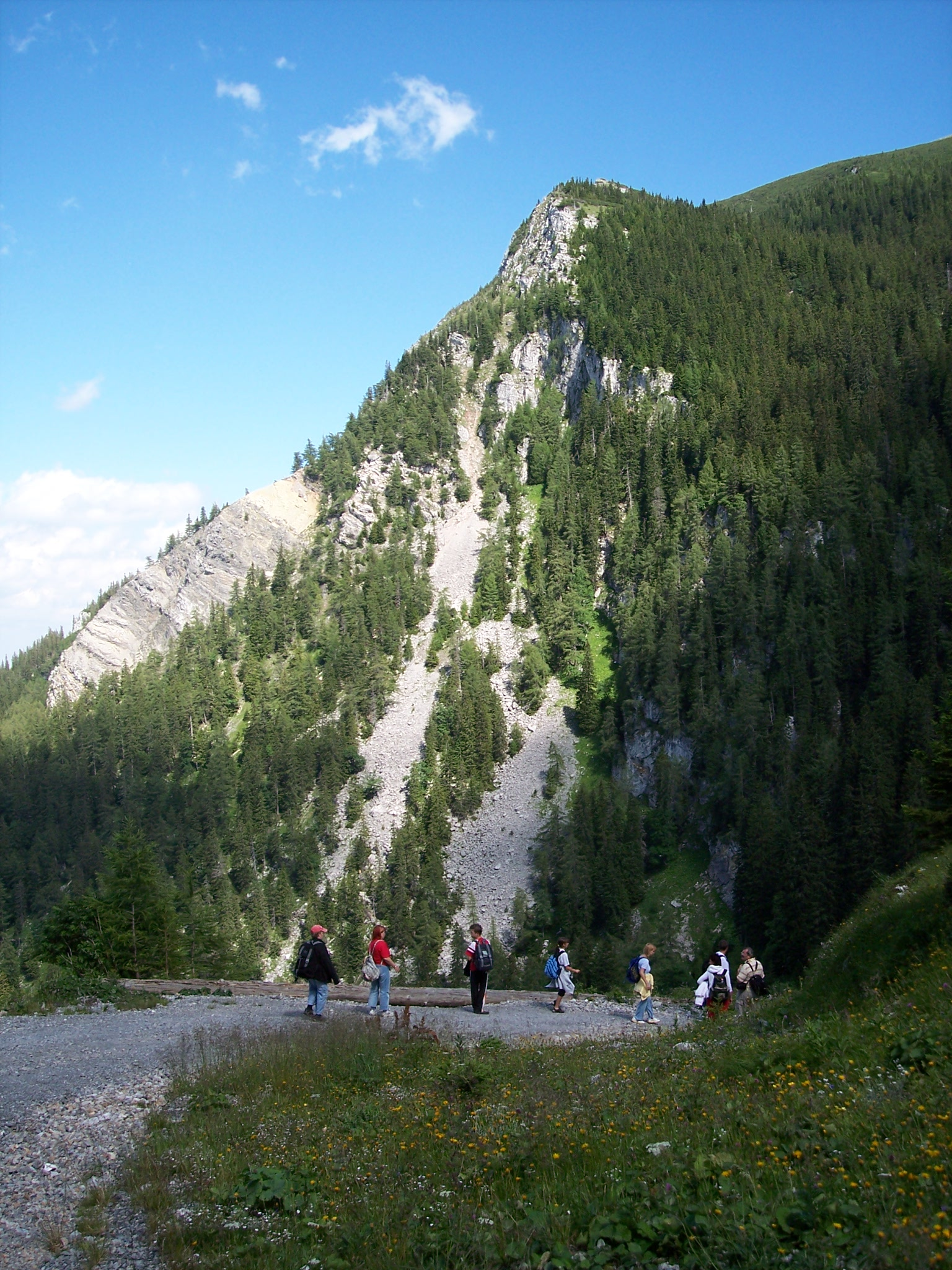
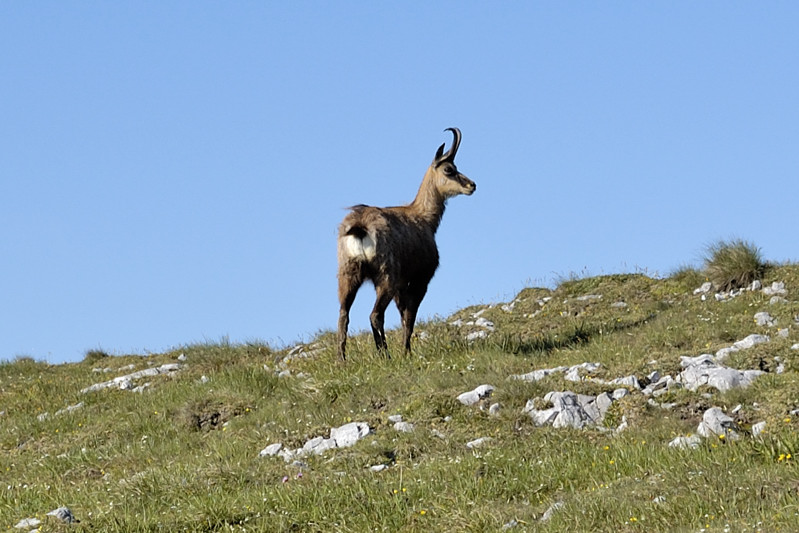
Gems op de Schneeberg
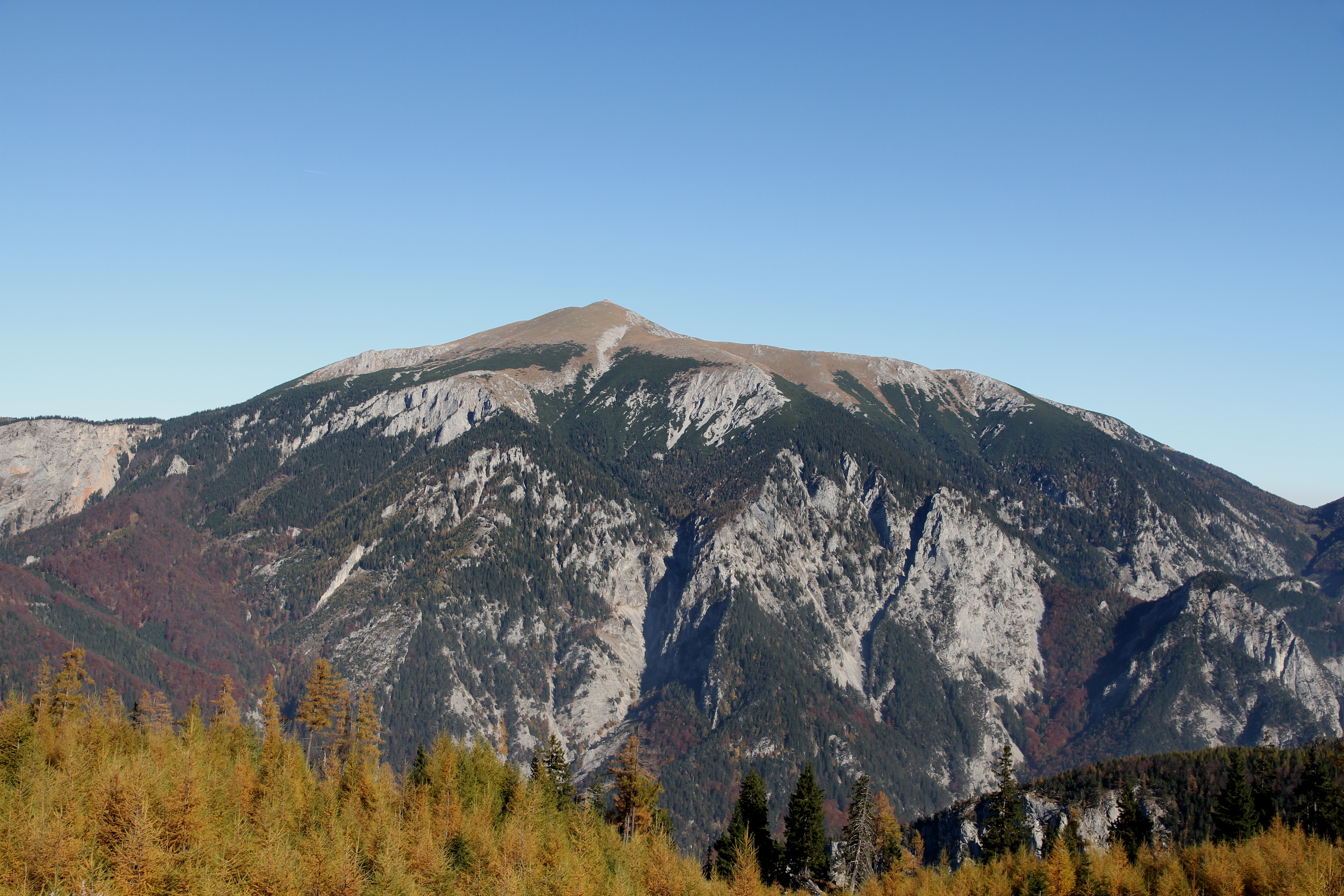
Zuid-west

## Panorama

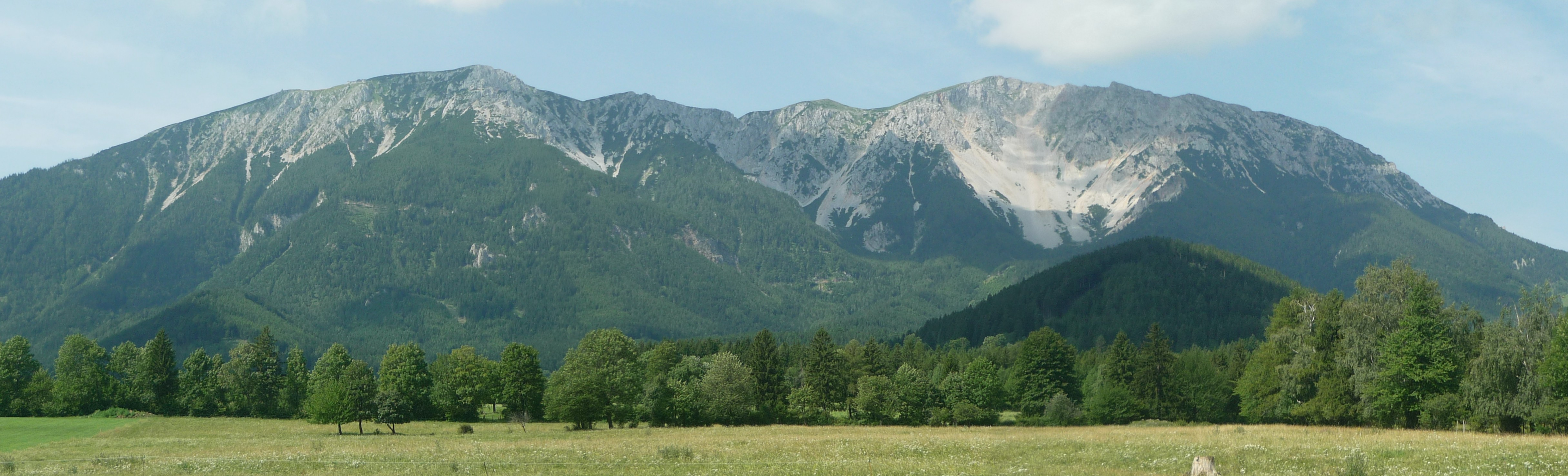